# Artéria suprarrenal média
As artérias suprarrenais médias irrigam as glândulas suprarrenais, juntamente com as superiores e as inferiores e, assim como as outras duas, se ramificam bastante antes de entrar na glândula. A quantidade pode variar em uma ou mais. As artérias são ramos da parte abdominal da aorta, se ramificando num nível acima da artéria mesentérica superior.